# Lord-lieutenant de Mayo
Ceci est une liste de personnes qui ont servi comme Lord Lieutenant de Mayo. L'office a été créé le 23 août 1831. Les nominations au poste se sont terminées par la création de l'État libre d'Irlande en 1922.
- Howe Browne, 2e marquis de Sligo 7 octobre 1831 – 26 janvier 1845
- Field Marshal George Bingham, 3e comte de Lucan 25 février 1845 – 10 novembre 1888
- Arthur Gore, 5e comte d'Arran 14 janvier 1889 – 14 mars 1901
- Charles Bingham, 4e comte de Lucan 27 juillet 1901 – 5 juin 1914
- 6e marquis de Sligo 1er septembre 1914 – 1922